# Schefflera duidae
Schefflera duidae är en araliaväxtart som beskrevs av Julian Alfred Steyermark. Schefflera duidae ingår i släktet Schefflera och familjen araliaväxter. Inga underarter finns listade.